# 臺東飛行場
臺東飛行場，為日治時期位於臺東郡卑南庄利家（今 臺東市）的一座機場，在二戰後廢止。

## 介紹
臺東飛行場位於台東市區的西北側，最初作為民航機場使用，於1937年8月動工整地，機場形狀為長方形型，於1938年4月竣工，並開始台灣島內循環定期航空，台北—宜蘭—花蓮港—臺東之間每日一航班。在二戰期間，日本海、陸軍徵用臺東飛行場，作為飛航起降的軍事基地。1939年5月25日，臺東飛行場改為多角形的形狀。1945年4月遭受美軍轟炸。
1981年，在約略台東飛行場的原址設立了臺東航空站（亦稱為豐年機場、台東機場）。